# Variimorphobacter
Variimorphobacter es un género de bacterias de la familia Lachnospiraceae. Actualmente (2923) sólo contiene una especie: Variimorphobacter saccharofermentans. Fue descrito en el año 2021. Su etimología hace referencia a morfología variable. El nombre de la especie hace referencia a la fermentación de azúcares. Se tiñe gramnegativa, aunque posiblemente sea grampositiva con pared delgada, como otras bacterias de la misma familia. Es anaerobia estricta e inmóvil. Catalasa negativa. Las células forman cadenas largas, con apéndices perítricos. Tiene un tamaño de 0,27 μm de ancho y 2,9-12,3 μm de largo. Forma colonias blancas, circulares, convexas y lisas en agar GS2. Temperatura de crecimiento entre 25-45 °C, óptima de 40 °C. Se ha aislado de un reactor de biogás. 